# Trichodere
Trichodere is een geslacht van zangvogels uit de familie honingeters (Meliphagidae).

## Soorten
Het geslacht kent de volgende soort:
- Trichodere cockerelli – Cape-Yorkhoningeter